# Gosikere, Challakere
Gosikere là một làng thuộc tehsil Challakere, huyện Chitradurga, bang Karnataka, Ấn Độ.